# Katangi Kala
Katangi Kala es una ciudad censal situada en el distrito de Gondia en el estado de Maharashtra (India). Su población es de 6440 habitantes (2011). 

## Demografía
Según el censo de 2011 la población de Katangi Kala era de 6440 habitantes, de los cuales 3232 eran hombres y 3208 eran mujeres. Katangi Kala tiene una tasa media de alfabetización del 87,27%, superior a la media estatal del 82,34%: la alfabetización masculina es del 94,05%, y la alfabetización femenina del 80,43%.